# Christine de Bruin
Christine de Bruin, geborene Christine Bushie (* 3. März 1989 in Edmonton), ist eine kanadische Bobfahrerin. Für Kanada startete sie 2018 bei den Olympischen Winterspielen. Zusammen mit ihrer Anschieberin Kristen Bujnowski gewann sie 2018 und 2019 bei den Bob- und Skeleton-Weltmeisterschaften die Bronzemedaille im Zweierbob der Frauen.

## Karriere
Die ehemalige Leichtathletin wechselte im Alter von 22 Jahren zum Bobsport und war zuerst als Anschieberin aktiv. Ihren ersten internationalen Wettbewerb absolvierte sie am 8. Dezember 2012 im Bob-Weltcup 2012/13 beim Team-Wettbewerb in Winterberg. Dabei war sie als Anschieberin von Jennifer Ciochetti aktiv und ihr Team belegte am Ende des Wettbewerbes den siebten Platz. Kurz nach diesem Wettkampf begann für sie die Umschulung zur Pilotin und noch in der Saison 2012/13 gab sie ihr Debüt im Bob-Nordamerikacup. Bei ihrem ersten Wettbewerb am 8. März 2013 belegte sie gemeinsam mit ihrer Anschieberin Alysia Rissling in Lake Placid den vierten Platz. Einen Tag später belegten die beiden beim zweiten Wettbewerb in Lake Placid den achten Platz. Nach den beiden Starts belegte sie mit 176 gesammelten Punkten den 16. Platz in der Gesamtwertung des Nordamerikacups.
In der Saison 2013/14 startete sie weiterhin als Fahrerin im Bob-Nordamerikacup und konnte am 9. Januar 2014 ihren ersten Podestplatz einfahren. Gemeinsam mit ihrer Anschieberin Melissa Lowe belegte sie hinter den Bob von Fabiana Santos und vor den Bob von Kim Sunok den zweiten Platz. Am Ende der Saison belegte sie mit 478 Punkten in der Gesamtwertung vom Nordamerikacup den fünften Platz. Zudem startete sie zum Abschluss der Saison erstmals bei der Bob-Juniorenweltmeisterschaft und belegte gemeinsam mit ihrer Anschieberin Kate Obrien den neunten Platz.
Nachdem sie in der Saison 2014/15 in der Gesamtwertung des Bob-Nordamerikacups nur den siebten Platz mit 452 Punkten belegt hatte, konnte sie im Nordamerikacup 2015/16 direkt beim ersten Rennen der Saison ihren ersten Sieg einfahren. Gemeinsam mit ihrer Anschieberin Cynthia Appiah siegte sie in Calgary am 9. November 2015 vor den Bobs von Alysia Rissling und Nicole Vogt. Am darauffolgenden Tag gewann die beiden auch den zweiten Wettbewerb in Calgary vor den Bobs von Brittany Reinbolt und Alysia Rissling. Den dritten Sieg in Folge fuhren die beiden am 26. November 2015 im Whistler Sliding Centre ein und gewannen dabei vor Alysia Rissling und Lee Seonhye. Am darauffolgenden Tag riss die Serie von Christine de Bruin und Cynthia Appiah und die beiden mussten sich mit dem vierten Platze begnügen. Durch diese vier guten Ergebnisse sammelte sie 456 Punkte und belegte am Ende der Saison in der Gesamtwertung den achten Platz.
Am 29. Januar 2016 absolvierte Christine de Bruin erstmals einen Wettbewerb in Europa und belegte beim Europacup-Rennen auf den Olympia Bob Run St. Moritz–Celerina mit ihrer Anschieberin Janine McCue den elften Platz. Durch ihre guten Ergebnisse vor allem im Nordamerikacup qualifizierte sie sich für die Bobweltmeisterschaften 2016, welche auf dem Olympia Eiskanal Igls stattfanden. Bei ihrer ersten Weltmeisterschaft belegte sie nach vier Läufen den 16. Platz im Zweierbob der Frauen. Zudem wurde sie im Team-Wettbewerb und belegte mit dem zweiten kanadischen Team den zehnten Platz. Am 21. Februar 2016 nahm sie in Innsbruck als Anschieberin von Alysia Rissling am Exhibition Race für den Viererbob der Frauen teil und der Bob von Alysia Rissling belegte dabei den zweiten Platz.
Zum Beginn der Saison 2016/17 startete Christine de Bruin im Nordamerikacup und belegte in Calgary am 12. November 2016 gemeinsam mit ihrer Anschieberin Geneviève Thibault den dritten Platz hinter den Bobs von Alysia Rissling und Mica McNeill. Am 3. Dezember 2012 debütierte Christine de Bruin im Bob-Weltcup und belegte bei ihrem Wettbewerb gemeinsam mit Genevieve Thibault im Whistler Sliding Center den zwölften Platz. Am 16. Dezember 2016 konnte sie erstmals eine Top-Ten-Platzierung im Weltcup erreichen. Gemeinsam mit ihrer Anschieberin Catherine Medeiros belegte sie in Lake Placid den achten Platz. Sie qualifizierte sich zum zweiten Mal für eine Bob-Weltmeisterschaft und ging bei der Bob-Weltmeisterschaft 2017 mit Genevieve Thibault als Anschieberin an den Start. Die beiden belegten nach vier Läufen den 13. Platz. Im Team-Wettbewerb startete sie gemeinsam mit ihren Ehemann Ivo de Bruin in einen von zwei internationalen Teams und belegte mit diesen den 11. Platz. Nach der WM stand noch der Weltcup in Pyeongchang, wo in der darauffolgenden Saison die Olympischen Spiele ausgetragen werden, auf den Programm. Gemeinsam mit Genevieve Thibault belegte sie bei dem Wettbewerb den 17. Platz. Am Ende der Saison belegte sie im Gesamtweltcup mit 688 Punkten den 16. Platz.
Zum Start der olympischen Saison belegte sie am 9. November 2017 in Lake Placid beim ersten Weltcup-Rennen der Saison den sechsten Platz. Am Ende der Saison belegte sie mit 1022 gesammelten Punkten den zehnten Platz im Gesamtweltcup und wurde neben Kaillie Humphries und Alysia Rissling vom Canadian Olympic Committee für die Olympischen Winterspiele 2018 nominiert. Bei den olympischen Zweierbob-Wettbewerb ging sie gemeinsam mit ihrer Anschieberin Melissa Lotholz an den Start. Nach vier Läufen im Olympic Sliding Centre rundeten Christine de Bruin und Melissa Lotholz mit dem siebten Platz als drittbeste Kanadierin das gute Mannschaftsergebnis ab.
Nachdem sie bereits in der Saison 2018/19 in Whistler zwei vierte Plätze im Nordamerika-Cup belegt hatte, siegte Christine de Bruin gemeinsam mit ihrer Anschieberin Kristen Bujnowski vor den beiden Bobs von Laura Nolte und Christin Senkel beim Europacup-Rennen in Altenberg. Am 12. Dezember 2018 startete sie beim Monobob-Event auf der Kunsteisbahn Königssee und gewann dieses vor Breeana Walker und Anastassija Makarowa. Am 15. Dezember 2012 konnte sie beim Europacup-Rennen in Königssee gemeinsam mit Kristen Bujnowski hinter den Bob von Christin Senkel und vor den Bob von Alysia Rissling den zweiten Platz belegen.
Mit dem Weltcup in Altenberg startete Christine de Bruin gemeinsam mit Kristen Bujnowski in die Weltcup-Saison und konnte gleich ein Ausrufezeichen setzen. Hinter den Bob Mariama Jamanka und vor den Bob von Elana Meyers Taylor belegten die beiden am 5. Januar 2019 den zweiten Platz. Diesen zweiten Platz konnten die beiden Kanadierinnen beim Weltcup in Lake Placid bestätigen, als sie am 15. Februar 2019 hinter den Bob von Elana Meyers Taylor und vor dem Bob von Stephanie Schneider erneut den zweiten Platz belegten. Am Ende der Saison belegte sie mit 564 Punkten, welche sie in drei Saison-Wettbewerben einfahren konnte, den 13. Platz im Gesamtweltcup. Bei den Heimweltmeisterschaften in Whistler konnten Christine de Bruin und Kristen Bujnowski auch ihre starken Leistungen aus dem Weltcup bestätigen und gewannen hinter den beiden deutschen Bobs von Mariama Jamanka und Stefanie Schneider die Bronzemedaille. Im Team-Wettbewerb gewann sie zudem mit dem kanadischen Team die Silbermedaille.
Zu Beginn der Saison 2019/20 startete Christine de Bruin im Bob-Nordamerikacup und konnte direkt das erste Rennen der Saison in Lake Placid vor den Bobs von Kaillie Humphries, welche nicht mehr für Kanada, sondern für USA an den Start geht, und Martina Fontanive gewinnen. Einen Tag darauf belegte sie beim zweiten Rennen in Lake Placid den zweiten Platz hinter den Bob von Kaillie Humphries und vor dem Bob von Brittany Reinbolt. Nachdem sie beim ersten Weltcup der Saison in Lake Placid am 7. Dezember 2019 gemeinsam mit ihrer Anschieberin Dawn Richardson Wilson den fünften Platz belegte, startete sie am 14. Dezember 2019 mit ihrer Stammanschieberin Kristen Bujnowski und die beiden konnten hinter den Bobs von Kaillie Humphries und Kim Kallicki den dritten Platz belegen.
Beim Weltcup in La Plagne konnte Christine de Bruin gemeinsam mit Kristen Bujnowski ihren zweiten Podestplatz in der Saison einfahren und belegte dabei am 11. Januar 2020 hinter den Bob von Laura Nolte und vor den Bob von Stephanie Schneider den zweiten Platz. Am Ende der Saison belegte sie im Gesamtweltcup der Saison 2019/20 mit 1514 Punkten hinter den beiden deutschen Bobpilotinnen Stephanie Schneider und Mariama Jamanka den dritten Platz. Bei den Bob- und Skeleton-Weltmeisterschaften 2020, welche in Altenberg stattfanden, startete sie wie im Jahr davor gemeinsam mit Kristen Bujnowski im Zweierbob der Frauen. Im vierten und entscheidenden Lauf konnten sich die beiden noch an dem Bob von Mariama Jamanka vorbeischieben und sich zum zweiten Mal die Bronzemedaille hinter den Bobs von Kaillie Humphries und Kim Kalicki sichern.
Nach einem positiven Dopingtest wurde de Bruin 2022 für drei Jahre gesperrt.

## Erfolge

### Weltmeisterschaften
- 2019:  Zweierbob und  Team-Wettbewerb
- 2020:  Zweierbob

### Europacup-Siege
| Nr. | Datum            | Ort       | Bahn                                 | Anschieberin      |
| --- | ---------------- | --------- | ------------------------------------ | ----------------- |
| 1.  | 7. Dezember 2018 | Altenberg | Rennschlitten- und Bobbahn Altenberg | Kristen Bujnowski |

### Nordamerikacup-Siege
| Nr. | Datum             | Ort         | Bahn                                 | Anschieberin                   |
| --- | ----------------- | ----------- | ------------------------------------ | ------------------------------ |
| 1.  | 9. November 2015  | Calgary     | Bob- und Rennschlittenbahn Calgary   | Cynthia Appiah                 |
| 2.  | 10. November 2015 | Calgary     | Bob- und Rennschlittenbahn Calgary   | Cynthia Appiah                 |
| 3.  | 26. November 2015 | Whistler    | Whistler Sliding Centre              | Cynthia Appiah                 |
| 4.  | 19. November 2019 | Lake Placid | Olympia-Bobbahn Mount Van Hoevenberg | Kristen Bujnowski Janine McCue |

## Privates
Sie studierte an der Universität von Alberta. Am 12. April 2014 heiratete Christine Bushie den niederländischen Bobfahrer Ivo de Bruin und nahm seinen Nachnamen an.